# (8779) 1971 UH1
A (8779) 1971 UH1 a Naprendszer kisbolygóövében található aszteroida.L. Kohoutek fedezte fel 1971. október 26-án.